# Tiếng Hy Lạp cổ đại

Đoạn mở đầu sử thi Odyse của Hómēros

Tiếng Hy Lạp cổ đại là hình thức tiếng Hy Lạp được sử dụng trong thế kỷ 15 TCN đến thế kỷ 3 TCN. Được nói bởi người Hy Lạp cổ ở nhiều giai đoạn khác nhau: thời kỳ sơ khai (thế kỷ 15 TCN – thế kỷ 12 TCN), thời kỳ tăm tối (thế kỷ 12 TCN – thế kỷ 8 TCN), thời kỳ cổ phong (thế kỷ 8 TCN – thế kỷ 5 TCN), và thời kỳ cổ điển (thế kỷ 5 TCN – thế kỷ 3 TCN).
Tiếng Hy Lạp cổ là ngôn ngữ bản địa của Hómēros và của những nhà hiền triết và sử gia Hy Lạp cổ vào thế kỷ 5 TCN. Ảnh hưởng của người La Mã cũng đóng góp nhiều từ mượn vào từ vựng tiếng Anh và đã được coi là tiêu chuẩn trong  hệ thống giáo dục và kiến thức Thế giới phương Tây vào thời kỳ Phục hưng. Bài viết này chủ yếu chứa thông tin về các Sử thi và thời kỳ Cổ đại về ngôn ngữ này.
Trong thời kỳ Hy Lạp hóa (300 TCN) Người Hy Lạp cổ đã bắt đầu thông dụng tiếng phổ thông, được coi như là một giai đoạn lịch sử riêng biệt, mặc dù dạng cổ nhất có sự tương đồng với phương ngữ Attic và dạng gần đây nhất sáp nhập vào tiếng Hy Lạp trung đại. Có một số khu vực còn nói tiếng Hy Lạp cổ, trong khi tiếng Attic phát triển thành tiếng Koine phổ thông.

## Phương ngữ
Tiếng Hy Lạp cổ là một ngôn ngữ đa tâm, chia thành nhiều phương ngữ khác nhau. Gồm những phương ngữ khác nhau như tiếng Attica và tiếng Ionia, tiếng Aeolia, tiếng Nam Akhaia, và tiếng Dōrismos, và nhiều tiếng khác. Một vài phương ngữ được tìm thấy trong các tài liệu cổ được sử dụng trong văn thơ, các tiếng còn lại chỉ được chứng thực trong chữ khắc.
Tiếng Hy Lạp của Homeros nổi bật nhất trong các phương ngữ Hy Lạp cổ là dạng văn học của tiếng Hy Lạp thời cổ phong (chủ yếu lấy nhiều từ ở Ionia và Aeolia) được dùng nhiều trong các sử thi như Iliad và Odyse, và nhiều bài văn thơ của nhiều nhà thơ khác. Tiếng Hy Lạp Homeros có sự khác biệt đáng biệt đáng kể về ngữ pháp và cách phát âm từ tiếng Attica cổ và những phương ngữ cổ khác.

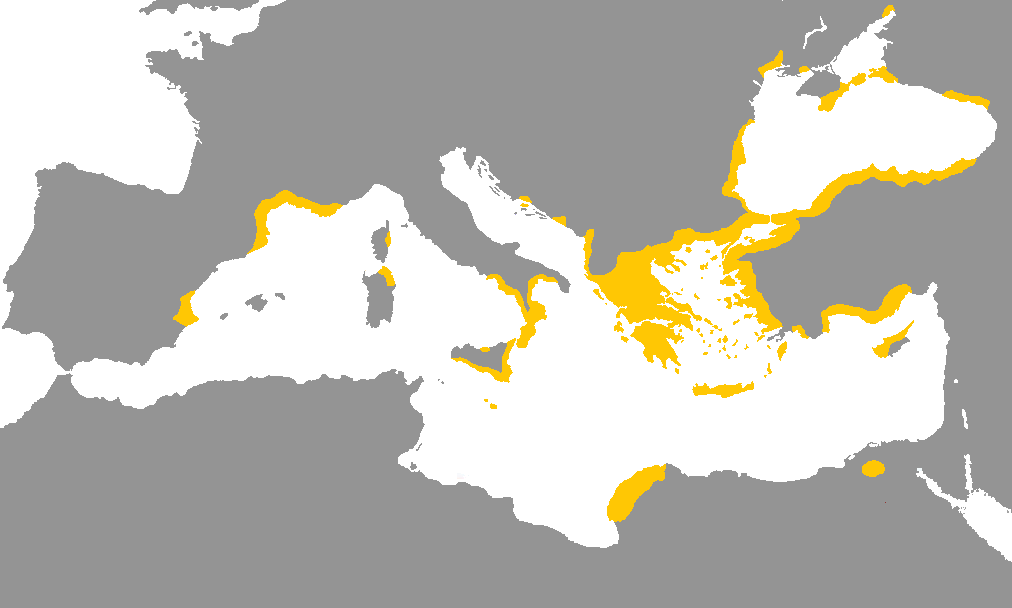
Những vùng từng nói tiếng Hy Lạp cổ

Nguồn gốc và hình thái của hệ ngôn ngữ Hy Lạp chưa được hiểu rõ vì không có nhiều bằng chứng chứng minh. Một số giả thuyết nói về cách mà các nhóm phương ngữ Hy Lạp có thể đã  tách ra từ nhiều từ ngôn ngữ gần giống tiếng Hy Lạp từ nguồn gốc chung tiền Ấn-Âu và thời kỳ cổ đại, tiếng có rất nhiều điểm chung nhưng có sự khác biệt ở một vài chi tiết. Phương ngữ duy nhất được chứng thực từ thời kỳ này là tiếng Hy Lạp Mykenai, nhưng liệu có liên quan hay không với các phương ngữ  và các hoàn cảnh trong lịch sử có thể đã tồn tại ở một dạng khác.
Các học giả tin rằng nhóm các ngôn ngữ Hy Lạp thời cổ đại đã tồn tại đâu đó vào khoảng năm 1120 TCN, vào thời kỳ Dorian xâm lược - và sự xuất hiện đầu tiên của chúng dưới dạng chữ cái viết chính xác bắt đầu vào thế kỷ thứ 8 trước Công nguyên. Cuộc xâm lược sẽ không phải là "Dorian" trừ khi những kẻ xâm lược có một số mối quan hệ văn hóa với người Dorian lịch sử. Cuộc xâm lược được biết là đã di dời dân cư đến các vùng Attic-Ionic sau này, những người tự coi mình là hậu duệ của dân cư đã di dời hoặc tranh giành với người Dorian.
Người Hy Lạp vào thời điểm này tin rằng có 3 nhóm người chính ở Hy Lạp - Doris, Aeolis và Ionis (và người Athens), mỗi người có phương ngữ xác định và đặc trưng của họ. Cho phép họ giám sát Arcadian, một phương ngữ miền núi khó hiểu, và Síp, xa trung tâm của học thuật Hy Lạp, sự phân chia người và ngôn ngữ này khá giống với kết quả điều tra khảo cổ học-ngôn ngữ hiện đại.

Các phương ngữ tiếng Hy Lạp cổ ở các vùng Hy Lạp và Tiểu Á

Các phương ngữ Hy Lạp cổ ở vùng Magna Graecia (Nam Ý và Sicily) vào thời cổ đại.

Các vùng phân bố tiếng Hy Lạp cổ:
- Nhóm Tây
  - Dorismos Tây Bắc
    - Epirus
    - Elis

  - Dōrismós Nam
    - Peloponnesos
    - Crete
    - Rhodes

  - Bắc Akhaios
    - Achaea
    - Magna Graecia
- Nhóm Trung
  - Nhóm Aeolikos
    - Aeolia 
      - Aeolis
      - Lesbos

    - Boeotia
    - Thessaly

  - Nam Akhaios
    - Arcadia
    - Síp
- Nhóm Đông
  - Attica
    - Attika
    - Lemnos
    - Skyros

  - Ionia
    - Ionia
    - Euboea
    - Chalkidiki

## Âm vị

### Phụ âm
|               |               | Âm môi | Âm răng         | Âm mạc | Âm hầu |
| ------------- | ------------- | ------ | --------------- | ------ | ------ |
| Âm mũi        | Âm mũi        | μ (m)  | ν (n)           | γ (ŋ)  |        |
| Âm bật        | Âm bật nhẹ    | β (b)  | δ (d)           | γ (ɡ)  |        |
| Âm bật        | âm bật nặng   | π (p)  | τ (t)           | κ (k)  |        |
| Âm bật        | âm bật hơi    | φ (pʰ) | θ (tʰ)          | χ (kʰ) |        |
| Âm xát        | Âm xát        |        | σ • ζ (s) • (z) |        | η (h)  |
| Âm rung       | Âm rung       |        | ρ (r)           |        |        |
| Âm trung lưỡi | Âm trung lưỡi |        | λ (l)           |        |        |

/z/ là tha âm vị của /s/, dùng trước các phụ âm kêu, và đặc biệt trong tổ hợp /zd/ được viết như zêta (ζ). Âm /r̥/ (r không kêu) được viết như rho với hơi mạnh (ῥ) có thể là một tha âm vị của /r/.
|         | Trước         | Trước    | Sau           |
|         | không tròn    | có tròn  | Sau           |
| ------- | ------------- | -------- | ------------- |
| Kín     | ι i • iː      | υ y • yː |               |
| Nửa kín | ε • ει e • eː |          | ο • ου o • oː |
| Nửa mở  | η ɛː          |          | ω ɔː          |
| Mở      |               |          | α a • aː      |

Vào thế kỷ 4 TCN, /oː/ được đọc sang /uː/

## Hình thái

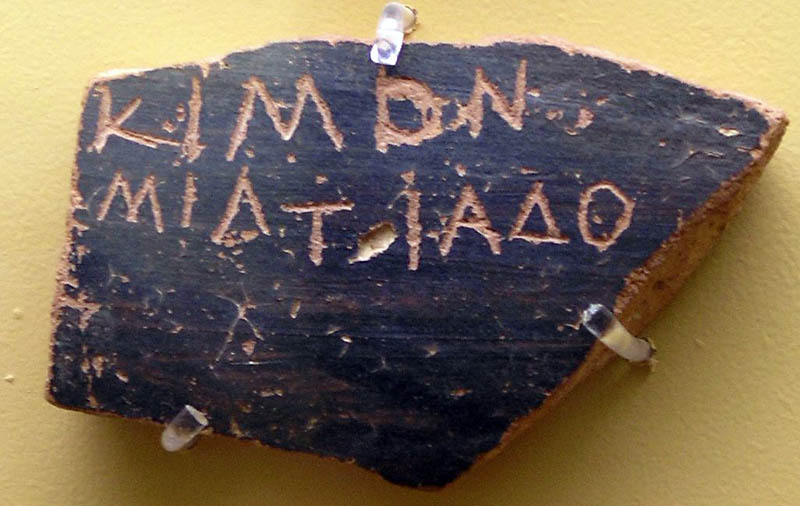
Ostracon bearing the name of Cimon, Stoa of Attalos